# Латгале (Рига)
Латгальський мікрорайон  (латис. Latgales apkaime) — історична місцевість Риги на правому березі Даугави. Адміністративно входить до Латгальського передмістя. Місцевість розташований на південь від Старої Риги, вздовж дороги, яка історично з'єднує Ригу з Москвою, від цього і походить назва місцини.
Мікрорайон унікальний тим, що в ньому представлені церкви п'яти різних конфесій.
До травня 2024 року Латгальський мікрорайон називався Московський форштадт (розмовна назва — Маскачка), але рішенням Комісії з топоніміки та назв міських об'єктів Ризького департаменту розвитку міста його було перейменовано.

## Історія
Уперше ця територія згадується в 1348 році під назвою Ластадія (латис. Lastādija), у деяких частинах збереглася середньовічна мережа вулиць. У XVII столітті тут працювала верф і лісопильня, були також склади та різні комори. Архітектура була малоповерховою та здебільшого дерев'яною, вона добре збереглася.
Під час нацистської окупації Риги цю місцевість було перетворено на гетто для євреїв.

## Освіта
У 2017 році на правому березі Даугави від центру до Кенгарагса було розташовано вісім середніх шкіл, хоча кількість учнів (767) була достатньою лише для трьох середніх шкіл.
Беручи до уваги розташування місць проживання учнів і низький індекс обов'язкового централізованого тестування (OCE) (Ризька середня школа № 65 — 26,7%, Ризька середня школа № 51 — 36,7%, Ризька східна середня школа — 38,5% і Ризька середня школа № 75 — 41%), було запропоновано реорганізувати їх у початкові або початкові школи. Майбутнє Ризької литовської середньої школи має бути обговорено з Литвою. Середні школи з вищими індексами OCE (Ризька середня школа № 25 — 47,2%, Ризька середня школа № 72 — 49,5%, Кенгарагська Ризька середня школа — 50,3%) повинні бути збережені і легко доступні для учнів реорганізованих середніх шкіл.
Вищі навчальні заклади, в тому числі Балтійська міжнародна академія, Інститут транспорту і зв'язку та факультет соціальних наук Латвійського університету, також розташовані в Латгальському мікрорайоні. 

## Зображення

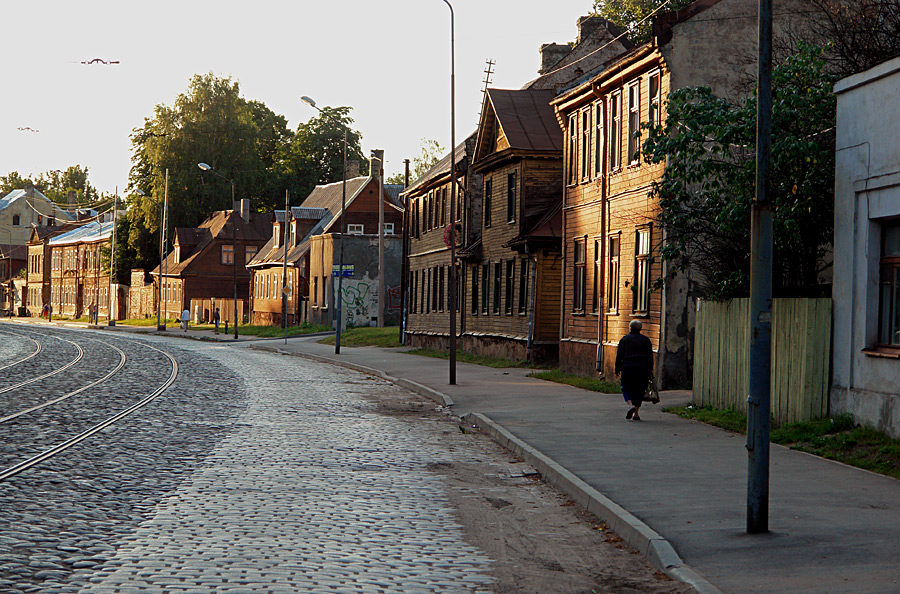
Вулиця Маскавас
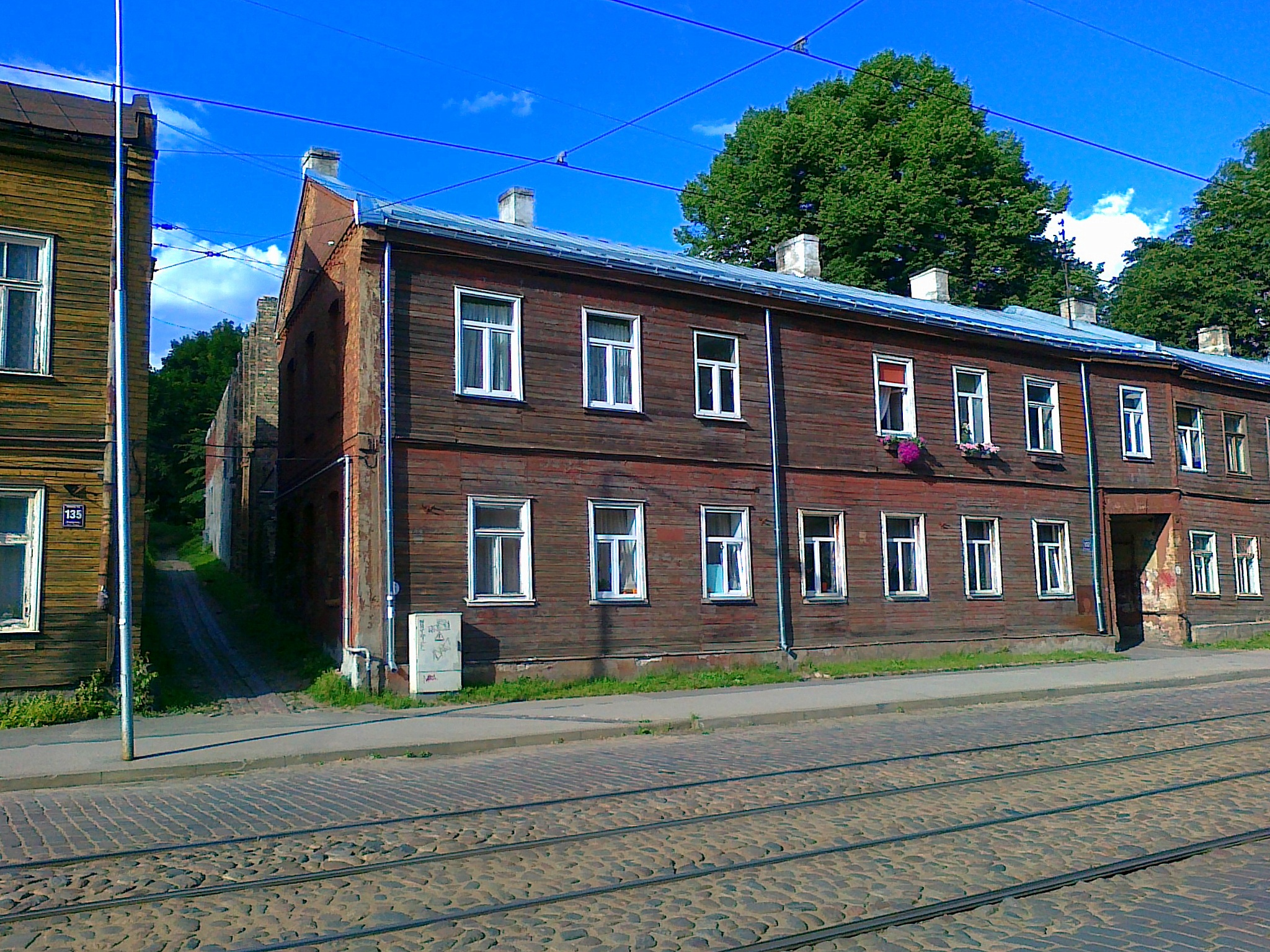
Дерев'яна забудова
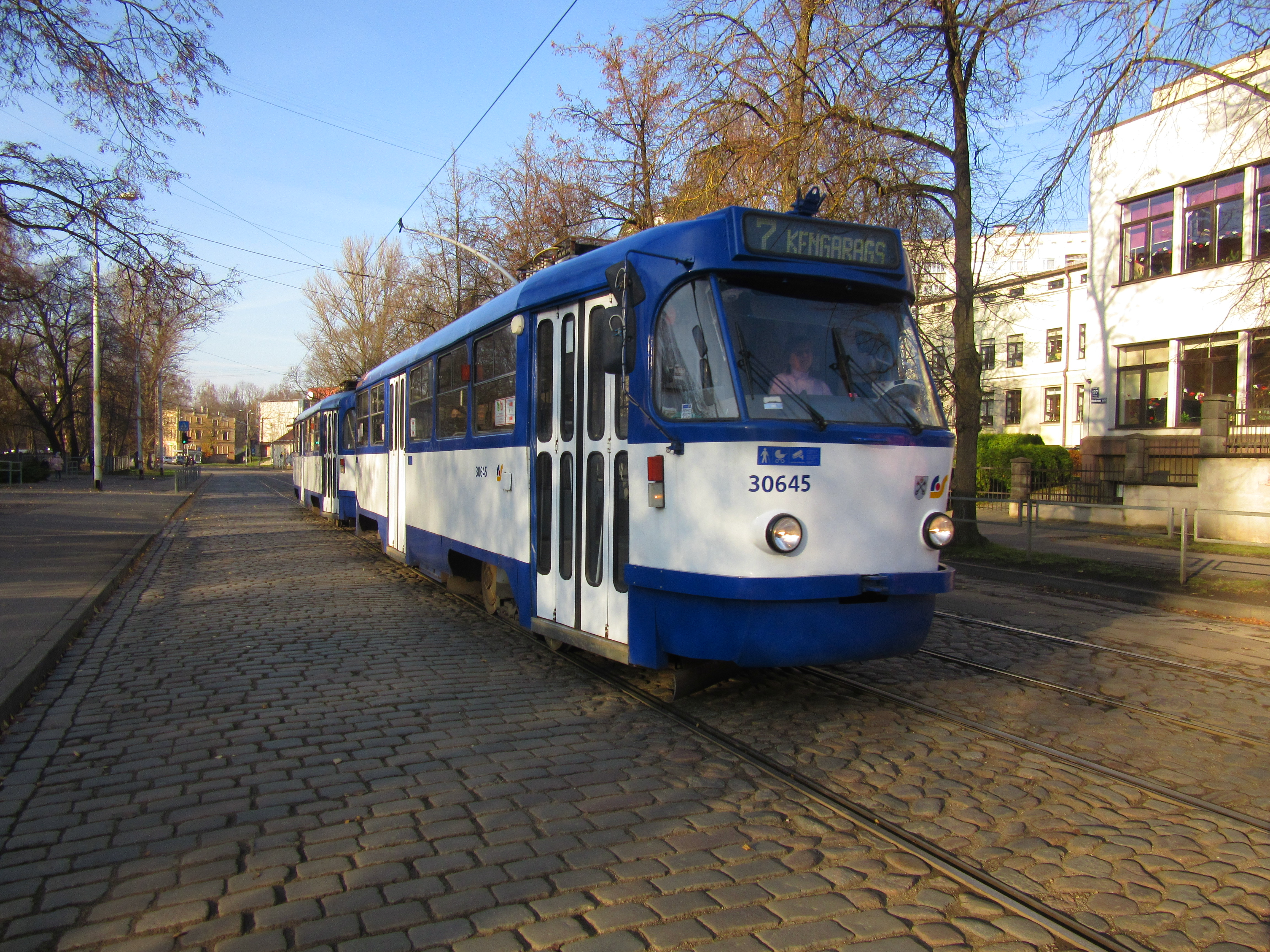
7 трамвай
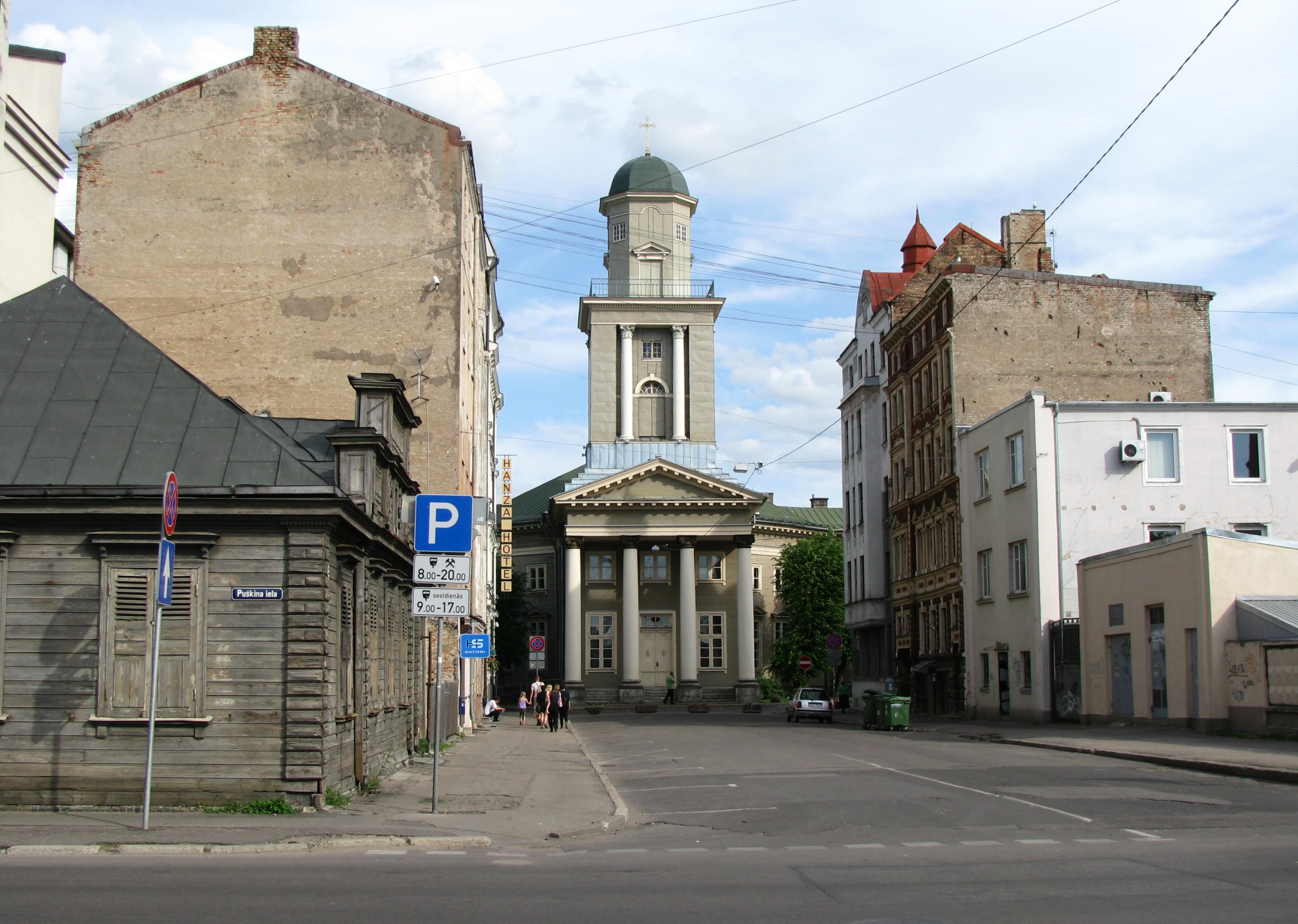
Лютеранська Церква
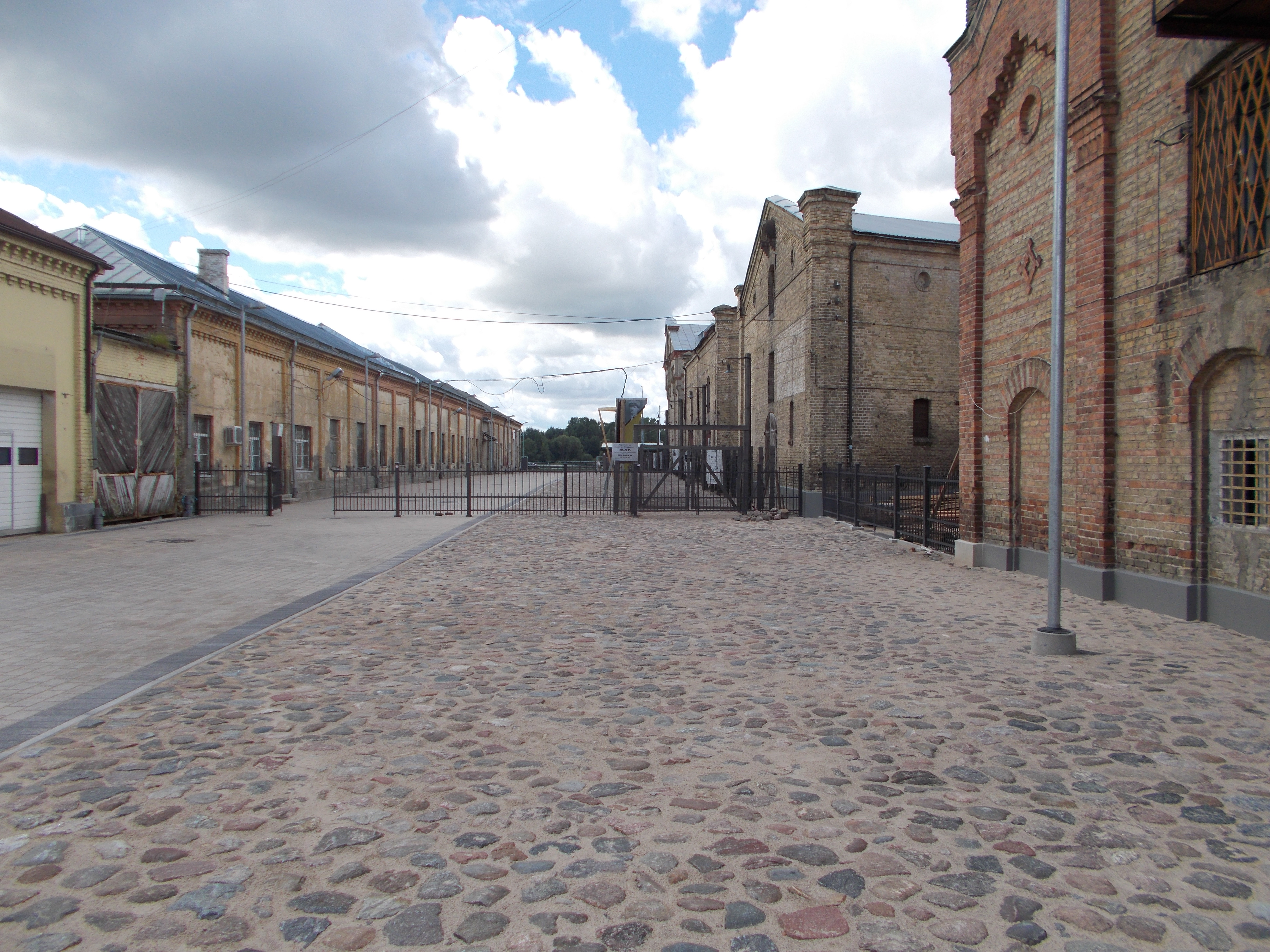
Музей Ризького гетто